# 麺切包丁

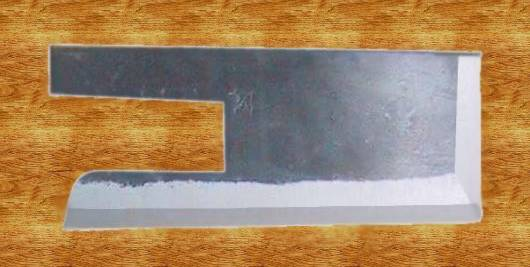
麺切包丁

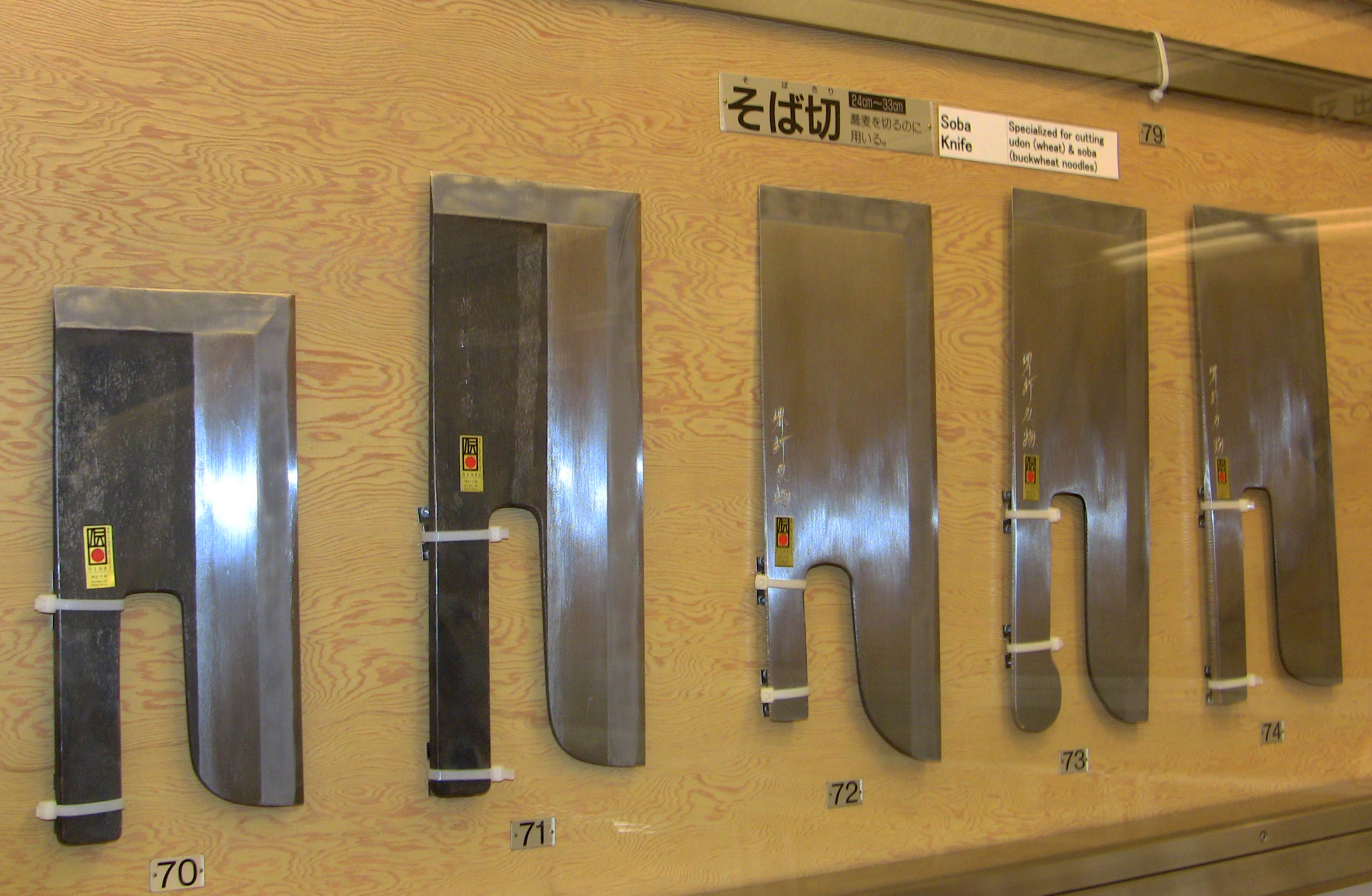
麺切包丁

麺切包丁（めんきりぼうちょう）は薄く延ばした麺の生地を麺の形に切るために特殊化した包丁。うどん切り、蕎麦切りなどとも呼ばれる。
うどんや蕎麦の生地は原料となる小麦粉や蕎麦粉に水を加えこねた物を薄く平たく伸ばし、数段に折り重ねられる。これを切って長い麺に加工するため、麺切り包丁は刃渡りが長く、柄の下まで刃が伸びている。また、まな板との隙間を生まないように刃に全くそりがなく、切っ先もない。麺を切るときは麺の上に乗せたガイドとなる板（こま板）などに沿って動かし、小刻みに麺を切っていく。この運動を助けるために重く作られている。刃の前端部分にも刃が付けられているが、これは切るためではなく切った後の麺をすくいとるスクレーパの役割を持たせているためである。

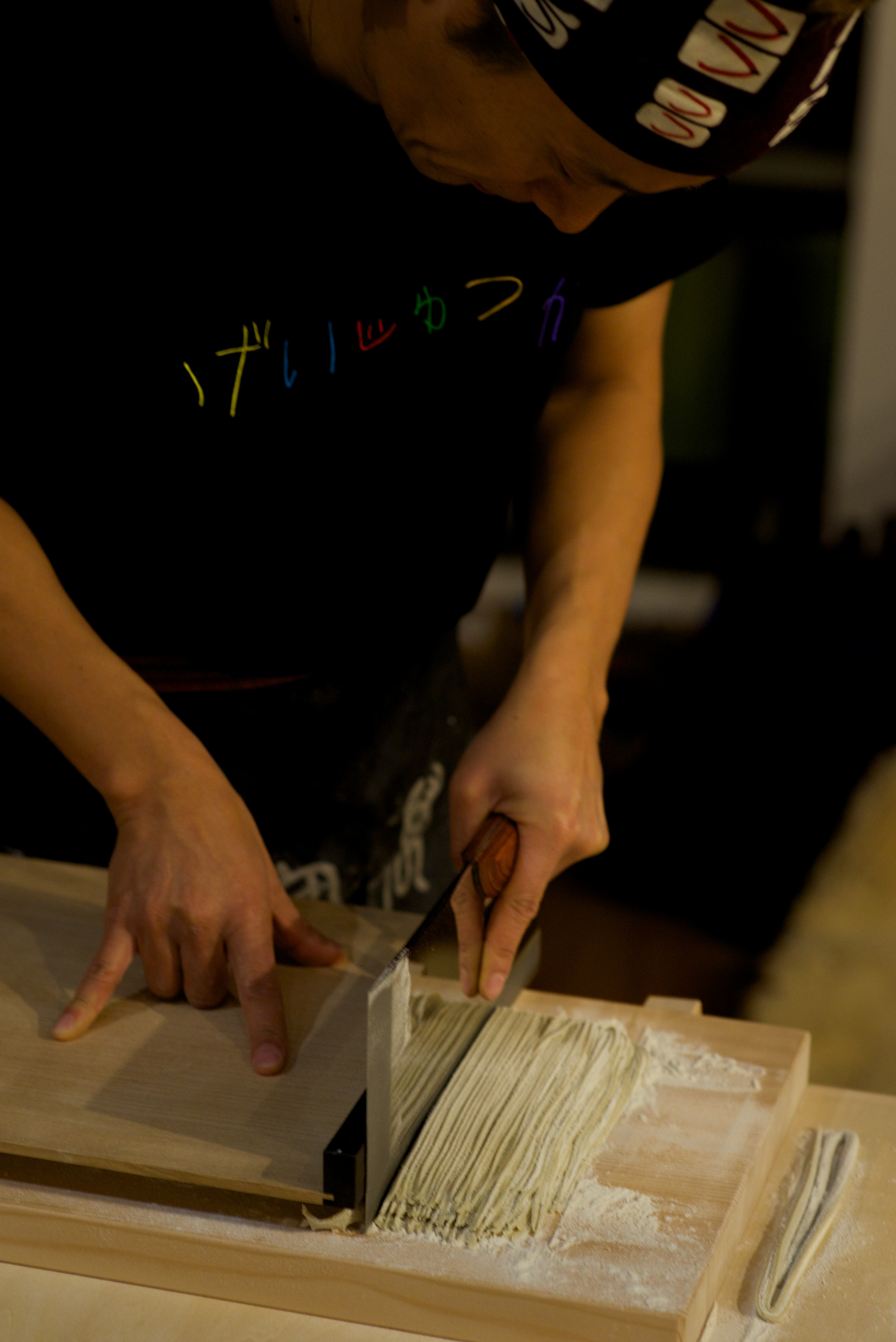
蕎麦切り
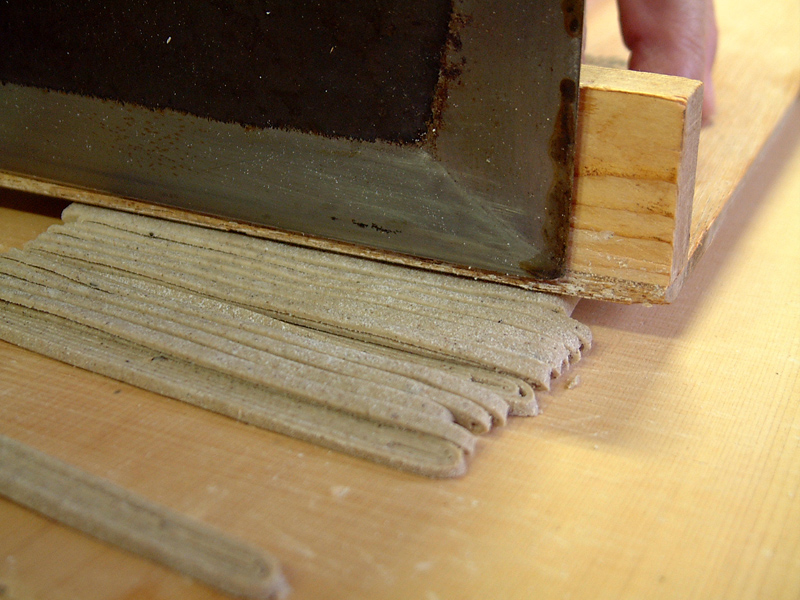
小間板を用いながら蕎麦生地を切る様子
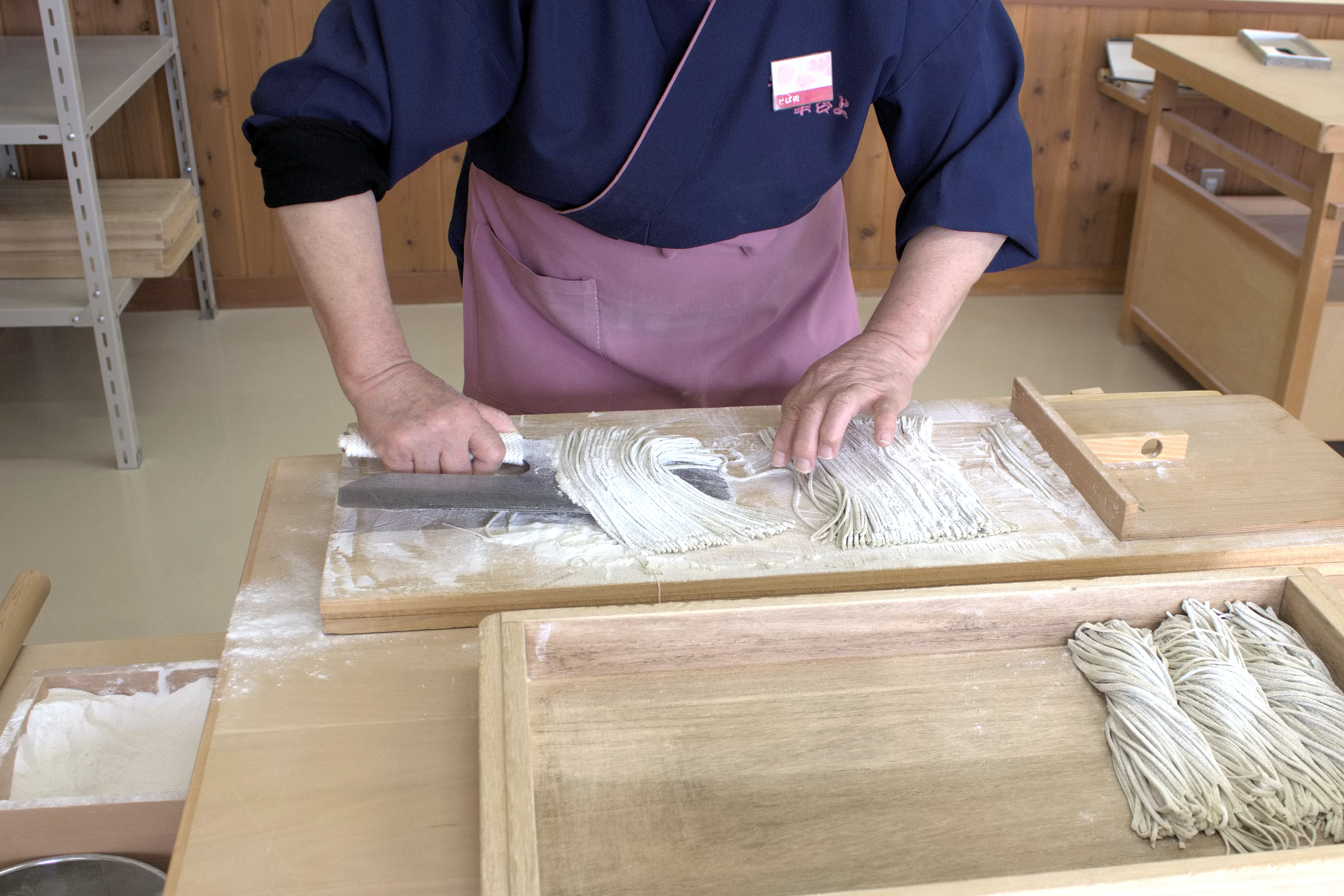
蕎麦切包丁で麺をすくいとる様子